# 岱林乡
岱林乡，是中华人民共和国四川省南充市西充县曾经下辖的一个乡。2019年10月，撤销岱林乡，将其所属行政区域划归大全镇管辖。

## 行政区划
岱林乡撤销前下辖以下地区：
岱林村、任家坝村、天桥村、石栏寺村、龙泉寺村、黄龙场村、大坝进村、燕子井村和李家沟村。